# Лос-Анджелес Гелаксі
«Лос-Анджелес Гелаксі» (англ. Los Angeles Galaxy) — професіональний футбольний клуб з Карсона (США), що грає у Major League Soccer — вищому футбольному дивізіоні США і Канади. Є одним з десяти клубів, що грали в МЛС в першому сезоні після заснування.
Клуб було засновано у 1994 році. Його власником є компанія Anschutz Entertainment Group.
Домашні матчі проводить на стадіоні СтабХаб Центр, який розташований у Карсоні — передмісті Лос-Анджелеса. До 2003 року місцем проведення домашніх матчів «Гелексі» був Роуз Боул. Ел-Ей Гелексі є найбільш титулованою комадною МЛС, вигравши п'ять разів титул Чемпіона МЛС та чотири Supporters' Shield — нагороду для переможця регулярного чемпіонату.
За межами США «Лос-Анджелес Гелаксі» став відомим, коли у 2007 році до нього перейшов Девід Бекхем. Також у складі Гелексі в різні роки грали відомі у Європі гравці: Стівен Джеррард, Ешлі Коул, Роббі Кін, Златан Ібрагімович

## Історія
«Лос-Анджелес Гелексі» був серед десяти команд, з яких було сформовано Major League Soccer у 1996 році. Назва «Гелексі» (англ. Galaxy — Галактика) пов'язана з тим, що район Лос-Анджелеса Голлівуд є місцем проживання і роботи багатьох відомих людей галузі кіноіндустрії, тобто «скупченням зірок». Перший сезон був успішним для команди – 1 місце у Західній конференції та вихід до фіналу Кубка МЛС, де вона поступилися Ді Сі Юнайтед. В першому складі були декілька відомих гравців, зокрема, Кобі Джонс, Хорхе Кампос. Першим тренером був Лотар Осіандер.
У 1998 році «Гелексі» вперше виграв регулярний чемпіонат МЛС і став першим клубом, якому було вручено нагороду Supporters' Shield. Сезон 1998 року є рекордним для клубу за кількістю перемог у регулярному чемпіонаті (24 у 32 матчах). У плей-оф того сезону «Гелексі» поступився «Чикаго Файр» у фіналі Західної конференції.
У 1999 і 2001 році «Лос-Анджелес Гелексі» знову вигравав регулярний чемпіонат у Західній конфренції і виходив у фінал Кубка МЛС, але обидва рази програв «Ді Сі Юнайтед» і «Сан-Хосе Ерсквейкс». Також у 2001 році клуб вперше виграв Відкритий кубок США.
Вперше чемпіоном МЛС команда змогла стати у 2002 році з четвертої спроби вигравши фінал Кубка МЛС. Фінальний матч проходив 20 жовтня на Джиллетт Стедіум у Фоксборо – стадіон, на якому «Гелексі» програв два з трьох своїх попередніх фіналів, і який був домашньою ареною для суперника по фіналу – «Нью-Інгленд Революшн». Клуб з Лос-Анджелеса переміг 1:0 в овертаймі. Переможний м'яч забив Карлос Руїс. Після здобуття першого чемпіонського титулу команда переїхала з Роуз Боул на новозбудований стадіон «Хоум Депо Центр». Наступним успішним сезоном для «Гелексі» став 2005 – друга перемога у Відкритому кубку США і другий титул чемпіона МЛС. У фінальному матчі, як і три року тому, був обіграний «Нью-Інгленд» з рахунком 1:0 в додатковий час. Гол, який приніс титул, забив Гільєрмо Рамірес. Також перед сезоном 2005 року до Гелексі перейшов Лендон Донован – найрезультативніший гравець в історії клубу.

Загалом «Лос-Анджелес Гелексі» протягом перших десяти років існування МЛС кожного року виходив у плей-оф та п'ять разів зіграв у фіналі Кубка МЛС. Крім цього, ще у 2000 році команда здобула перший міжнародний трофей – Кубок чемпіонів КОНКАКАФ.

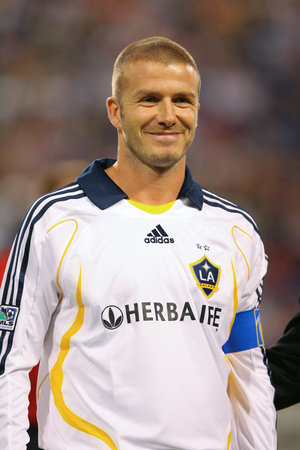
Бекхем у Ел-Ей Гелексі, листопад 2007

Протягом наступних трьох сезонів після здобуття другого титулу чемпіона (2006–2008) «Гелексі» не міг пробитися до плей-оф. Найбільш невдалим був сезон 2008 року коли команда посіла 6 місце (з-поміж 7 учасників) у Західній конференції. Найбільш значною подією у 2007 році для клубу було підписання контракту з колишнім капітаном збірної Англії Девідом Бекхемом. Це стало можливим завдяки запровадженню в МЛС нового правила, за яким команді дозволялося перевищити «стелю зарплат» для одного визначеного гравця. За умовами контракту Бекхем мав заробляти у «Гелексі» 50 мільйонів доларів щороку протягом 5 років. Таким чином у його складі був другий серед найбільш високооплачуваних спортсменів у США. Бекхем приїхав до Лос-Анджелеса у липні 2007 року. До переходу Бекхема було приурочено і зміну логотипу та ігрової форми. Бекхем був травмований і мало грав у 2007 році. У листопаді 2007 року тренером Ел-Ей Гелексі став Рууд Гулліт. Незважаючи на залучення відомого тренера та гравців сезон 2008 року був дуже невдалим. Гулліт був звільнений посеред сезону, а на його місце прийшов Брюс Аріна – в минулому тренер збірної США, котрий був головним тренером Гелексі наступні 8 років до 2016.
На період між сезонами 2008 і 2009 року ключові гравці – Бекхем і Донован – були віддані в оренду у європейські клуби – «Мілан» і «Баварію Мюнхен». При цьому термін оренди Бекхема було продовжено до закінчення чемпіонату Італії і до Лос-Анджелеса він повернувся в середині сезону 2009 року. «Ел-Ей Гелексі» посів перше місце у Західній конференції і зміг вийти до фіналу Кубка МЛС, де програв «Реал Солт-Лейку» в серії пенальті.
В сезоні 2010 року «Ел-Ей Гелексі» під керівництвом Брюса Аріна виграв Supporters' Shield. Бекхем пропустив більшу частину сезону через травму, отриману під час оренди в «Мілані» під час міжсезоння 2009–2010. У плей-оф клуб поступився у фіналі конференції «Далласу».
Початок сезону 2011 року був вдалим для «Ел-Ей Гелексі» – лише дві поразки у 23 матчах. В серпні клуб підписав контракт з ще одним відомим європейським нападаючим – ірландцем Роббі Кіном. Сезон закінчився здобуттям четвертого Supporters' Shield. Важливу роль в переможному сезоні відіграли Лендон Донован (12 голів) і Девід Бекхем (15 гольових пасів). В раунді плей-оф команда вийшла у свій сьомий фінал, де перемогла «Х'юстон Динамо» – 1:0. Лендон Донован у серії плей-оф забив чотири голи, у тому числі вирішальний у фіналі.
Наступний регулярний сезон 2012 року був менш вдалим – 4 місце у Західній конференції. Успішно провів перший повноцінний сезон Роббі Кін (16 голів + 9 пасів). У плей-оф того сезону Кін забив ще 6 голів у 6 матчах, а «Гелексі» виграв титул чемпіона МЛС вчетверте. У фіналі був переможений «Х'юстон Динамо» – 3:1. По завершенні цього сезону Девід Бекхем залишив команду.
У 2014 році «Ел-Ей Гелексі» став п'ятиразовим чемпіоном МЛС. В регулярному сезоні того року клуб був другим у своїй конференції. Знову важливу роль в успіху команди відграли Роббі Кін (19 голів + 14 пасів) і Лендон Донован (19 пасів). 16 голів у регулярному сезоні забив Г'ясі Зардес – вихованець академії «Ел-Ей Гелексі». У фіналі плей-оф, який проходив на домашньому стадіоні «СтабХаб Центр», «Гелексі» переміг «Нью-Інгленд Революшн» – 2:1 в додатковий час. Ще в серпні того року Донован оголосив, що завершить кар'єру футболіста по закінченні сезону.
В січні 2015 року було оголошено про перехід до «Ел-Ей Гелексі» Стівена Джеррарда за правилом «визначеного гравця». Джеррард переїхав до МЛС в липні 2015 року. Крім цього, у тому ж місяці було підписано контракт з Джовані Дос Сантосом – гравцем збірної Мексики, також за правилом «визначеного гравця». Проте в цілому сезон для команди не був вдалим: 5 місце у Західній конференції та поразка від «Сіетл Саундерз» у першому раунді плей-оф.
Перед початком сезону 2016 року «Гелексі» оголосив про перехід ще двох відомих у європейському футболі гравців – Ешлі Коула і Найджела Де Йонга (контракт було розірвано за обопільною згодою 31 серпня того ж року). Крім цього, у вересні Лендон Донован оголосив про повернення до «Ел-Ей Гелексі» і підписання контракту на решту матчів регулярного сезону та плей-оф. Клуб посів третє місце у регулярному чемпіонаті в Західній конференції. У раунді плей-оф «Гелексі» програв у фіналі конференції «Колорадо Рапідз». 22 листопада 2016 року було оголошено, що Брюс Аріна залишає пост головного тренера та генерального менеджера «Ел-Ей Гелексі», щоб стати головним тренером збірної США. Протягом восьми років Аріна виграв з клубом три титули чемпіона МЛС і два Supporters' Shield. Його наступником став Курт Оналфо, котрий тренував перед цим «Ел-Ей Гелексі-2».

## Досягнення
- Кубок МЛС
  - Переможець (6): 2002, 2005, 2011, 2012, 2014, 2024.
  - Фіналіст (4): 1996, 1999, 2001, 2009
- Supporters' Shield (Переможець регулярного чемпіонату) (4): 1998, 2002, 2010, 2011
- Переможець регулярного чемпіонату Західної конференції MLS (8): 1996, 1998, 1999, 2001, 2002, 2009, 2010, 2011
- Участь у плей-оф Кубка МЛС: 18 разів
- Відкритий Кубок США (2): 2001, 2005
- Кубок чемпіонів КОНКАКАФ (1): 2000

### Результати за роками
| Рік  | Місце (регулярний сезон) | Результат у регулярному сезоні | Результат у регулярному сезоні | Результат у регулярному сезоні | Результат у регулярному сезоні | Результат у регулярному сезоні | Результат у регулярному сезоні | Результат у регулярному сезоні | Результат у плей-оф (останній суперник)   | Відкритий Кубок США | Кубок/Ліга чемпіонів КОНКАКАФ |
| Рік  | Місце (регулярний сезон) | І                              | В                              | Н                              | П                              | МЗ                             | МП                             | О                              | Результат у плей-оф (останній суперник)   | Відкритий Кубок США | Кубок/Ліга чемпіонів КОНКАКАФ |
| 1996 | 1 (захід)                | 32                             | 19                             | 0                              | 13                             | 59                             | 49                             | 49                             | Фінал (Ді Сі Юнайтед)                     | Не брав участь      | Не брав участь                |
| 1997 | 2 (захід)                | 32                             | 16                             | 0                              | 16                             | 55                             | 44                             | 44                             | Півфінал конференції (Даллас Берн)        | Не брав участь      | Фінал                         |
| 1998 | 1 (захід)*               | 32                             | 24                             | 0                              | 8                              | 85                             | 44                             | 68                             | Фінал конференції (Чикаго Файр)           | Не брав участь      | Кваліфікаційний раунд         |
| 1999 | 1 (захід)                | 32                             | 20                             | 0                              | 12                             | 49                             | 29                             | 54                             | Фінал (Ді Сі Юнайтед)                     | Чвертьфінал         | Не кваліфікувався             |
| 2000 | 2 (захід)                | 32                             | 14                             | 8                              | 10                             | 47                             | 37                             | 50                             | Півфінал (Канзас-Сіті Візердз)            | Півфінал            | Чемпіон                       |
| 2001 | 1 (захід)                | 26                             | 14                             | 5                              | 7                              | 52                             | 36                             | 47                             | Фінал (Сан-Хосе Ерсквейкс)                | Чемпіон             | Не кваліфікувався             |
| 2002 | 1 (захід)*               | 28                             | 16                             | 3                              | 9                              | 44                             | 33                             | 51                             | Кубок MLS (Нью-Інгленд Революшн)          | Фінал               | Не кваліфікувався             |
| 2003 | 4 (захід)                | 30                             | 9                              | 9                              | 12                             | 35                             | 35                             | 36                             | Півфінал конференції (Сан-Хосе Ерсквейкс) | Півфінал            | Чвертьфінал                   |
| 2004 | 2 (захід)                | 30                             | 11                             | 10                             | 9                              | 42                             | 40                             | 43                             | Фінал конференції (Канзас-Сіті Візердз)   | 4-й раунд           | Не кваліфікувався             |
| 2005 | 4 (захід)                | 32                             | 13                             | 6                              | 13                             | 44                             | 45                             | 45                             | Кубок MLS (Нью-Інгленд Революшн)          | Чемпіон             | Не кваліфікувався             |
| 2006 | 5 (захід)                | 32                             | 11                             | 6                              | 15                             | 37                             | 37                             | 39                             | Не кваліфікувався                         | Фінал               | Чвертьфінал                   |
| 2007 | 5 (захід)                | 30                             | 9                              | 7                              | 14                             | 38                             | 48                             | 34                             | Не кваліфікувався                         | 3-й раунд           | Не кваліфікувався             |
| 2008 | 6 (захід)                | 30                             | 8                              | 9                              | 13                             | 55                             | 62                             | 33                             | Не кваліфікувався                         | Не кваліфікувався   | Не кваліфікувався             |
| 2009 | 1 (захід)                | 30                             | 12                             | 12                             | 6                              | 36                             | 31                             | 48                             | Фінал (Реал Солт-Лейк)                    | Не кваліфікувався   | Не кваліфікувався             |
| 2010 | 1 (захід)*               | 30                             | 18                             | 5                              | 7                              | 44                             | 26                             | 59                             | Фінал конференції (Даллас)                | Чвертьфінал         | Не кваліфікувався             |
| 2011 | 1 (захід)*               | 34                             | 19                             | 10                             | 5                              | 48                             | 28                             | 67                             | Кубок MLS (Х'юстон Динамо)                | Чвертьфінал         | Чвертьфінал                   |
| 2012 | 4 (захід)                | 34                             | 16                             | 6                              | 12                             | 59                             | 47                             | 54                             | Кубок MLS (Х'юстон Динамо)                | 3-й раунд           | Чвертьфінал                   |
| 2013 | 3 (захід)                | 34                             | 15                             | 8                              | 11                             | 53                             | 38                             | 53                             | Півфінал конференції (Реал Солт-Лейк)     | 3-й раунд           | Півфінал                      |
| 2014 | 2 (захід)                | 34                             | 17                             | 10                             | 7                              | 69                             | 37                             | 61                             | Кубок MLS (Нью-Інгленд Революшн)          | 5-й раунд           | Не кваліфікувався             |
| 2015 | 5 (захід)                | 34                             | 14                             | 9                              | 11                             | 56                             | 46                             | 51                             | Перший раунд (Сіетл Саундерз)             | Чвертьфінал         | Чвертьфінал                   |
| 2016 | 3 (захід)                | 34                             | 12                             | 16                             | 6                              | 54                             | 39                             | 52                             | Півфінал конференції (Колорадо Рапідз)    | Півфінал            | Чвертьфінал                   |

## Кольори клубу та символіка

Логотип Лос-Анджелес Гелексі (1996-2007)

За інформацією офіційного сайту, кольорами клубу є білий, темно-синій (navy blue) і золотий.

### Історія змін форми
Домашня: 1996–201
| 1996 | 2000 | 2005 | 2007–08 | 2009–10 | 2010–11 | 2012–13 |  |

## Індивідуальна статистика гравців

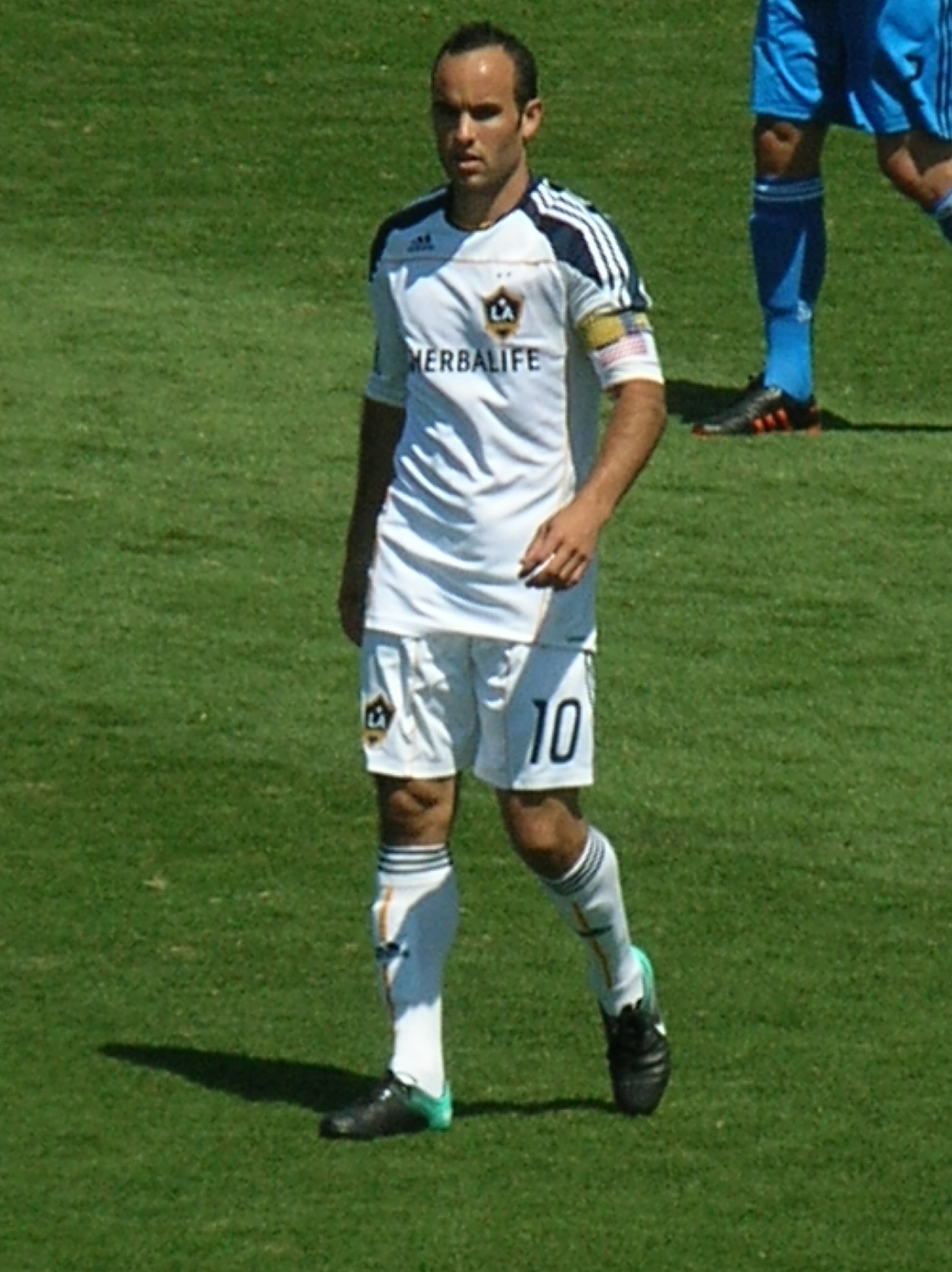
Найкращий бомбардир в історії «Ел-Ей Гелексі» – Лендон Донован

| 1  | Кобі Джонс          | 306 |
| 2  | Лендон Донован      | 247 |
| 3  | Кевін Гартман       | 243 |
| 4  | Маурісіо Сієнфуегос | 206 |
| 5  | Ей Джей ДеЛаГарза   | 204 |
| 6  | Тодд Данівент       | 193 |
| 7  | Грег Ванні          | 193 |
| 8  | Жуніньо             | 187 |
| 9  | Пітер Вадженас      | 183 |
| 10 | Омар Гонсалес       | 180 |

| 1 | Лендон Донован | 113 |
| 2 | Роббі Кін      | 83  |
| 3 | Кобі Джонс     | 70  |
| 4 | Карлос Руїс    | 51  |
| 5 | Едсон Баддл    | 45  |

### Гравці, котрі вигравали щорічні нагороди в МЛС
- Кевін Гартман – Воротар року 1999
- Робін Фрейзер – Захисник року 1999
- Карлос Руїс – MVP сезону 2002
- Лендон Донован – Золотий бутс 2008, MVP сезону 2009
- Шон Франклін – Новачок року 2008
- Омар Гонсалес – Новачок року 2009, Захисник року 2011
- Донован Рікеттс – Воротар року 2010
- Девід Бекхем – Повернення року 2011
- Роббі Кін – MVP сезону 2014

## Головні тренери

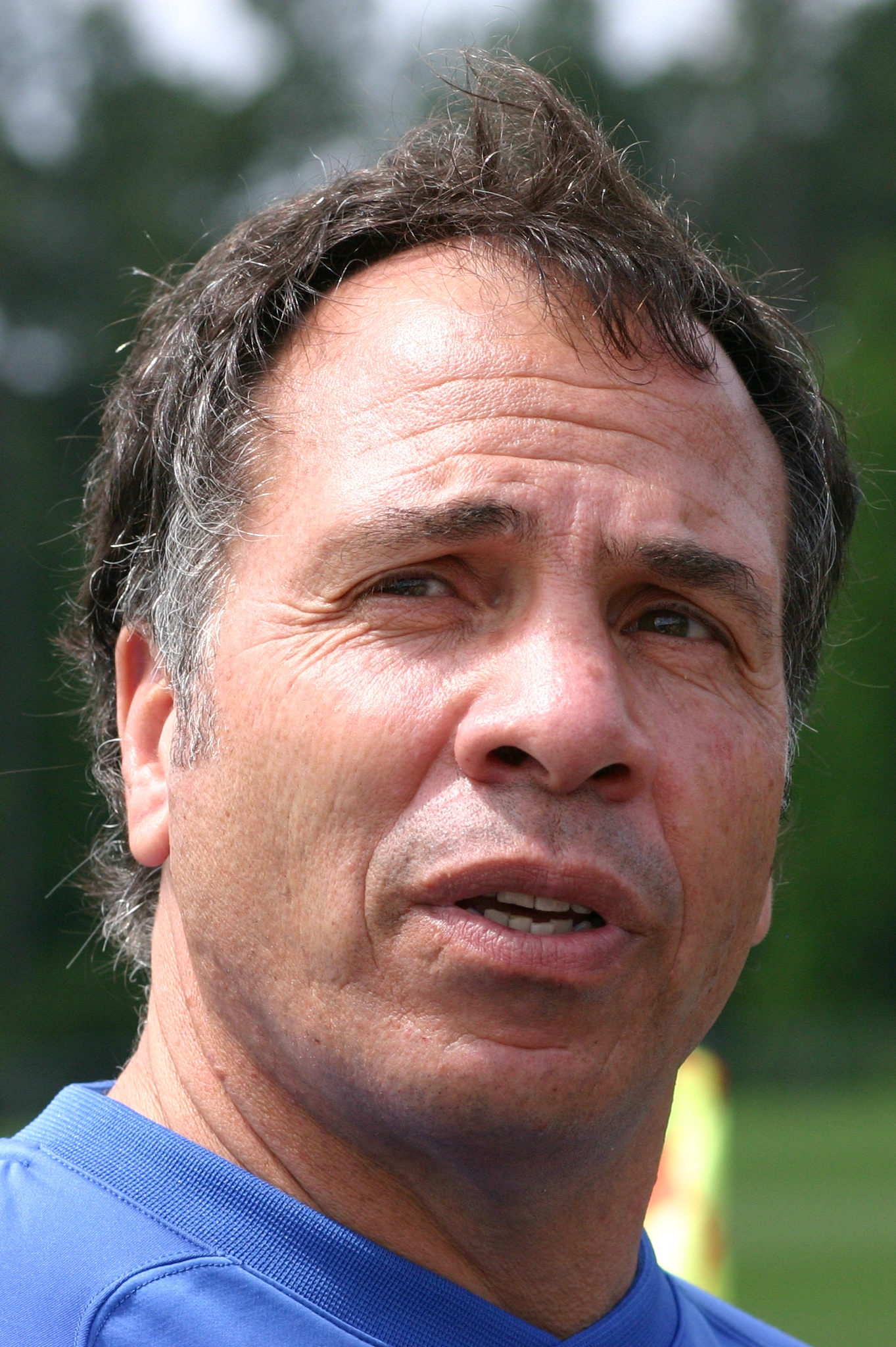
Брюс Арена

| Тренер             | Період                             |
| ------------------ | ---------------------------------- |
| Лотар Озіандер     | 1996–97                            |
| Октавіо Самбрано   | 10 червня 1997 – 23 квітня 1999    |
| Зігі Шмід          | 23 квітня 1999 – 16 серпня 2004    |
| Стів Семпсон       | 18 серпня 2004 – 6 червня 2006     |
| Френк Яллоп        | 7 червня 2006 – 5 листопада 2007   |
| Рууд Гулліт        | 9 листопада 2007 – 11 серпня 2008  |
| Кобі Джонс (тимч.) | 11 серпня 2008 – 18 серпня 2008    |
| Брюс Арена         | 18 серпня 2008 – 22 листопада 2016 |
| Курт Оналфо        | 13 грудня 2016 – дотепер           |

## Управління і фінансовий стан
Права на франшизу Гелексі належать компанії AEG і Філіпу Аншуцу. Президентом клубу є Кріс Клайн.
За даними сайту Forbes франшиза «Ел-Ей Гелексі» є другою за вартістю франшизою у МЛС – 265 мільйонів доларів, а також, за оцінками видання, мала найбільший дохід в МЛС у 2015 році – 58 мільйонів доларів.
Сума зарплат гравців основного складу у 2017 році складає 9,8 мільйона доларів. При цьому ще у 2015 році річна сума зарплат складала 19 мільйонів, але після того, як команду залишили Стівен Джеррард та Роббі Кін, сума суттєво зменшилась. Найвищу зарплату у клубі отримують Джовані Дос Сантос (3,75 млн.) і Ромен Алессандріні (1,67 млн).

## Розвиток молодих гравців
В січні 2014 року було створено команду резерву «Ел-Ей Гелексі II», котра виступає у United Soccer League.
Також у клубі існує система академій. Команди академії в категоріях U-18 і U-16  змагаються у лізі за назвою U.S. Soccer Development Academy. Найвідоміший випускник академії «Ел-Ей Гелексі» – Г'ясі Зардес, котрий є гравецм національної збірної США. Також в першій команді грають інші гравці, які є випускниками клубної академії: Хосе Вільярреал, Оскар Сорто, Джон МакБін.